# Rotkappentamarin
Der Rotkappentamarin (Saguinus pileatus)  ist eine Primatenart aus der Familie der Krallenaffen (Callitrichidae).

## Merkmale
Rotkappentamarine sind wie alle Tamarine relativ kleine Primaten. Ihr Fell ist vorwiegend schwarz gefärbt, die Oberseite des Kopfes ist dunkelrot. An den Lippen befinden sich weiße Haare, dieser „Schnurrbart“ ist allerdings kleiner als der des Schnurrbarttamarins. Wie bei allen Krallenaffen befinden sich an den Fingern und Zehen (mit Ausnahme der Großzehe) Krallen statt Nägel.

## Verbreitung und Lebensraum
Rotkappentamarine leben im westlichen Amazonasbecken in Südamerika. Ihr Verbreitungsgebiet liegt im westlichen Brasilien südlich des Amazonas zwischen dem Rio Tefé und dem Mittellauf des Rio Juruá im Westen und dem Rio Purus im Osten. Ihr Lebensraum sind tropische Regenwälder, wobei sie häufig in Sekundärwäldern und Waldrandgebieten vorkommen, die dicht mit Unterholz bestanden sind.

## Lebensweise
Über die Lebensweise dieser Primaten ist wenig bekannt, vermutlich stimmt sie weitgehend mit der der Schnurrbarttamarine überein. Demzufolge sind sie tagaktive Baumbewohner, die in kleinen Gruppen zusammenleben und sich vorwiegend von Früchten und Insekten ernähren. In seinem Verbreitungsgebiet lebt der Rotkappentamarin sympatrisch mit dem Braunrückentamarin (Leontocebus fuscicollis) und bildet mit dieser Art hin und wieder bei der Nahrungssuche gemischte Gruppen. Möglich wird dies höchstwahrscheinlich durch unterschiedliche Nahrungspräferenzen.

## Systematik
Der Rotkappentamarin gehört zur Familie der Krallenaffen (Callitrichidae) und innerhalb dieser Familie zur Gruppe der Tamarine, die sich durch Gebissmerkmale von der zweiten Krallenaffengruppe, den Marmosetten unterscheiden. Die kleine Affenart wurde 1848 durch den französischen Zoologen Isidore Geoffroy Saint-Hilaire und den Tierpräparator Émile Deville erstmals wissenschaftlich beschrieben. Im Primatenband des Handbook of the Mammals of the World wird der Rotkappentamarin dem Schnurrbarttamarin (Saguinus mystax) als Unterart zugeordnet, im Januar 2023 erhält er jedoch im Rahmen einer Bearbeitung der mystax-Artengruppe der Gattung Saguinus wieder den Status einer eigenständigen Art. Dabei wurde ihm auch der Weißsteiß-Tamarin oder Lönnberg-Tamarin (Saguinus pileatus pluto) als Unterart zugeordnet, der vorher ebenfalls eine Unterart des Schnurrbarttamarins war. Der Weißsteiß-Tamarin wurde 1926 durch den schwedischen Zoologen Einar Lönnberg beschrieben und lebt südlich des Amazonas zwischen dem Unterlauf des Rio Purus im Osten und dem Rio Coari im Westen, direkt östlich des Verbreitungsgebietes der Nominatform des Rotkappentamarins. Er ist bis auf den weißen Bereich um Maul und Nase und den weißen Steiß fast einfarbig schwärzlich, lediglich um sehr hellbraune und gelbliche Zonen der Haare etwas aufgehellt.

## Gefährdung
Es sind keine Gefährdungen bekannt, die IUCN listet den Rotkappentamarin als „nicht gefährdet“ (least concern).